# Heteroligus truncaticeps
Heteroligus truncaticeps är en skalbaggsart som beskrevs av Leon Fairmaire 1887. Heteroligus truncaticeps ingår i släktet Heteroligus och familjen Dynastidae. Inga underarter finns listade i Catalogue of Life.